# Izraelské pozemní síly

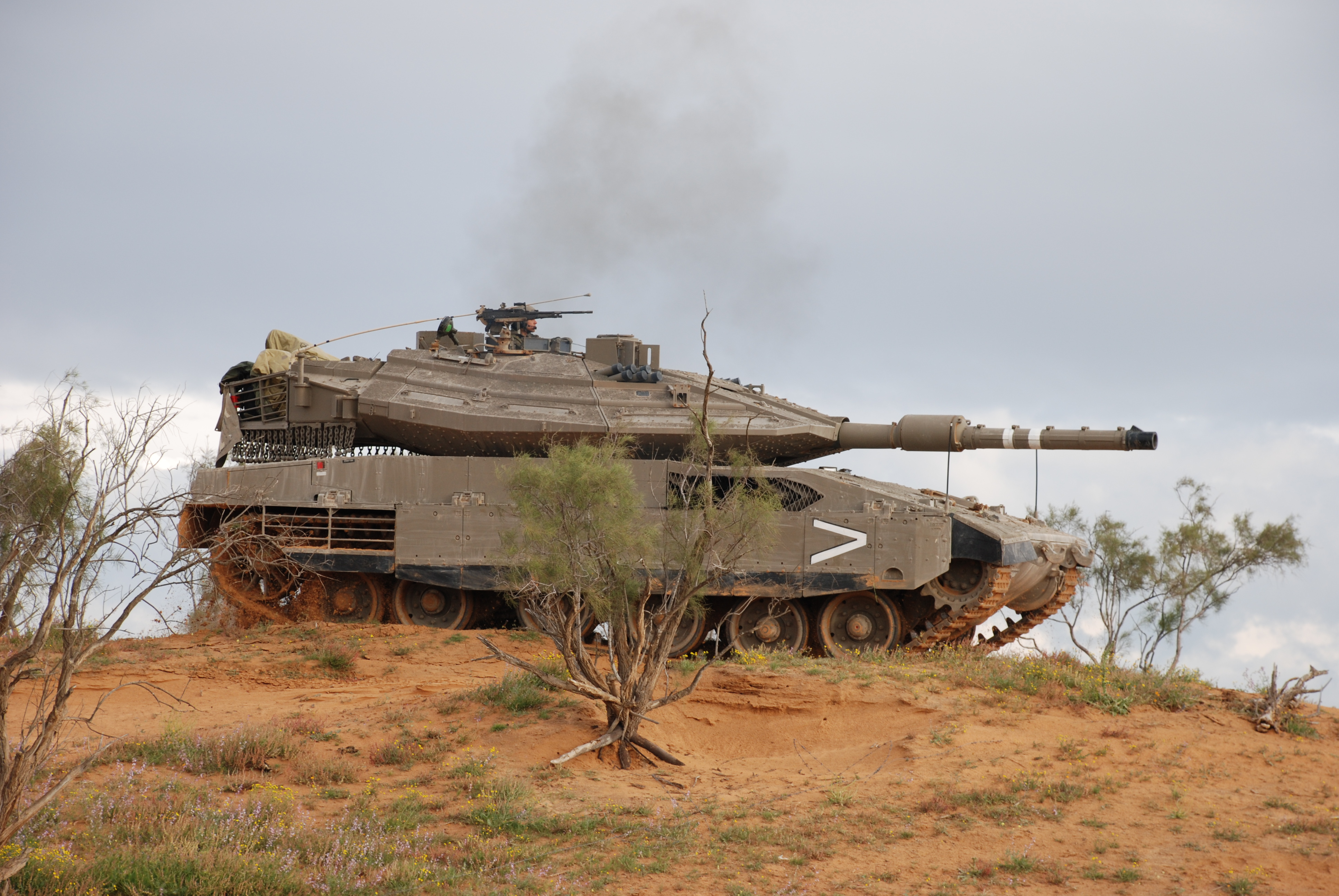
Izraelský tank Merkava

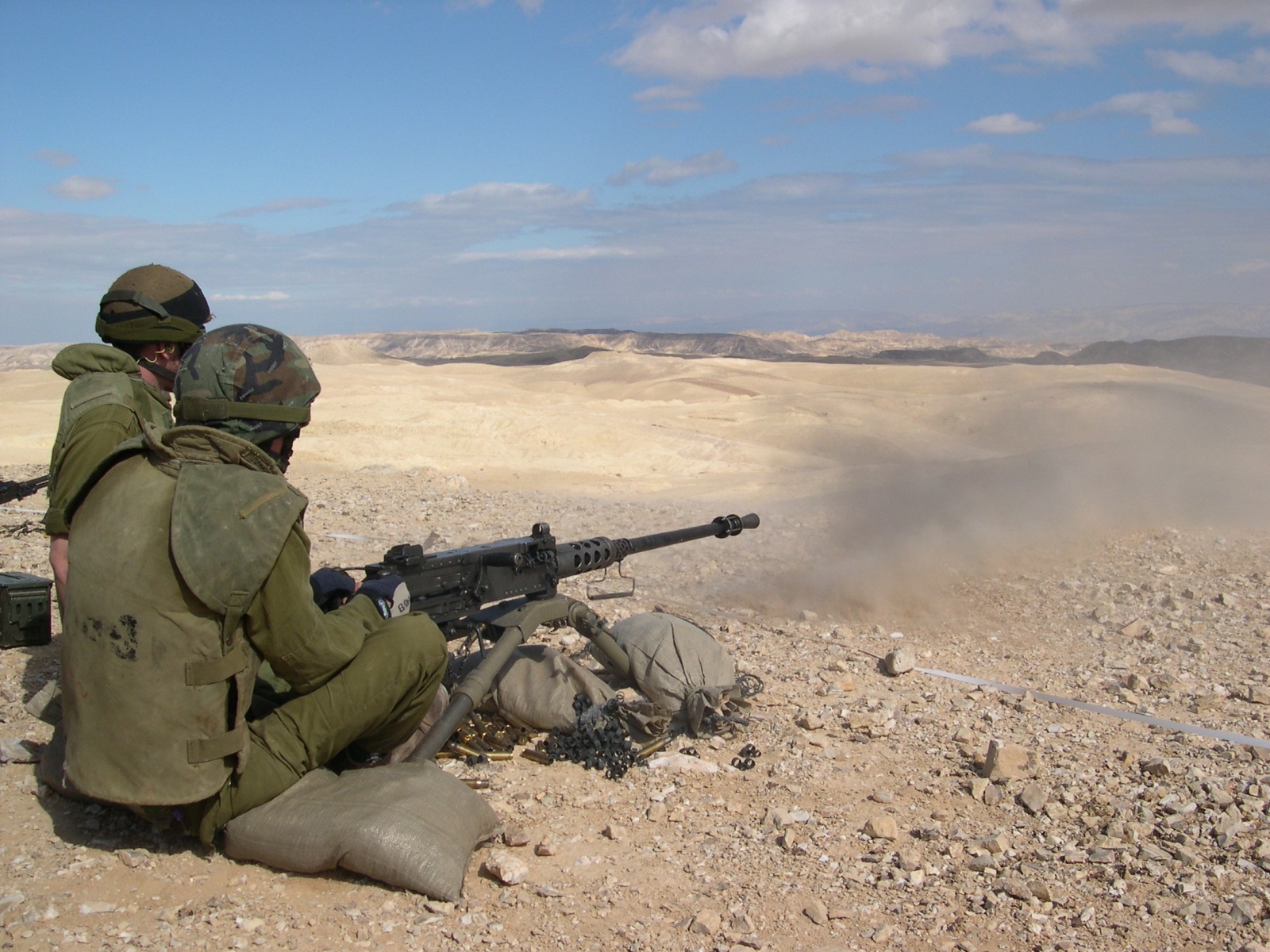
Vojáci IOS

Izraelské pozemní síly jsou nejpočetnější složkou Izraelských obranných sil. V jejich řadách slouží 20 tisíc profesionálních vojáků, 113 tisíc branců a 460 tisíc rezervistů. Základní bojovou jednotkou je brigáda. V porovnání s ostatními světovými armádami, mají izraelští velitelé větší možnost se individuálně rozhodovat na základě situace a nečekat tak rozhodnutí nadřízených. Izraelské pozemní síly a celé Izraelské obranné síly patří mezi nejvíce bojově vycvičenou armádu na světě. Pěchota je ze značné části mechanizovaná (3 800 tanků a 11 tisíc obrněných vozidel). Současným velitelem pozemních sil je generálmajor (aluf) Kobi Barak.

## Velitelé pozemních sil
- Dan Šomron (1983-1985)
- Amir Drori (1985-1986)
- Uri Sagi (1986-1991)
- Emanuel Sakel (1991-1994)
- Ze'ev Livne (1994-1996)
- Amos Malka (1996-1998)
- Moše Soknik (1998-2001)
- Jiftach Ron-Tal (2001-2005)
- Benjamin Ganc (2005-2007)
- Avi Mizrachi (2007-2009)
- Sami Turdžeman (2009-2013)
- Gaj Cur (2013-2016)
- Kobi Barak (2016-)

## Jednotky

### Pěchota
- Výsadkářská brigáda
  - Prapor 101 Patan
  - Prapor 102 Cafa
  - Prapor 890 Efa
  - Jachsar Canchanim – prapor speciálních jednotek sajeret
    - Palsar Canchanim – jednotka sajeret určená pro průzkum a protiteroristické operace
    - Orev Canchanim – jednotka sajeret vybavená těžkými protitankovými zbraněmi
    - Palchan Canchanim – jednotka sajeret určená pro demolice a ženijní činnost
- Brigáda Golani
  - Prapor 12 Barak
  - Prapor 13 Gideon
  - Prapor 51 Ha’bakim Ha’rišanim
  - Jachsar Golani – prapor speciálních jednotek sajeret
    - Palsar Golani – jednotka sajeret určená pro průzkum a protiteroristické operace
    - Orev Golani – jednotka sajeret vybavená těžkými protitankovými zbraněmi
    - Palchan Golani – jednotka sajeret určená pro demolice a ženijní činnost

  - Sajeret Egoz
- Brigáda Givati
  - Prapor 424 Šaked
  - Prapor 432 Cabar
  - Prapor 435 Rotem
  - Jachsar Givati – prapor speciálních jednotek sajeret
    - Palsar Givati – jednotka sajeret určená pro průzkum a protiteroristické operace
    - Orev Givati – jednotka sajeret vybavená těžkými protitankovými zbraněmi
    - Palchan Givati – jednotka sajeret určená pro demolice a ženijní činnost
- Brigáda Nachal
  - Prapor 50 Basalt (výsadkový)
  - Prapor 931 Šaham
  - Prapor 932 Granite
  - Prapor Karakal (jediný bojový smíšený z mužů a žen)
  - Jachsar Nachal – prapor speciálních jednotek sajeret
    - Palsar Nachal – jednotka sajeret určená pro průzkum a protiteroristické operace
    - Orev Nachal – jednotka sajeret vybavená těžkými protitankovými zbraněmi
    - Palchan Nachal – jednotka sajeret určená pro demolice a ženijní činnost
    - Jachsar Nachal (pyrotechnici)
- Brigáda Kfir (Brigáda 900)
  - Prapor 90 Nachšon
  - Prapor 92 Šimšon
  - Prapor 93 Haruv
  - Prapor 94 Duchifat
  - Prapor 96 Lavi
  - Prapor 97 Necach Jehuda (ultraortodoxní)
- K-9 Okec (jednotka psovodů)

### Obrněné jednotky
- Brigáda 401 Iron Trails
  - Prapor 9 Ešet
  - Prapor 46 Šelah
  - Prapor 52 Ha-Bok`im
  - Prapor 601 Asaf
  - Sajeret 401
  - Orev – jednotka sajeret vybavená těžkými protitankovými zbraněmi
- Brigáda 188 Barak
  - Prapor 53 Sufa
  - Prapor 71 Rešef
  - Prapor 74 Saar
  - Prapor 605 Ha-Machac
  - Palsar 188 (záložní)
  - Orev – jednotka sajeret vybavená těžkými protitankovými zbraněmi
- Brigáda 7 Sa'ar
  - Prapor 75 Romach
  - Prapor 77 Oz
  - Prapor 82 Ga`aš
  - Prapor 603 Lahav
  - Sajeret Širjon (Palsar 7)
  - Orev – jednotka sajeret vybavená těžkými protitankovými zbraněmi

### Bojoví ženisté
- Sajeret Jachalom

### Zpravodajství
Šin bet je název izraelské tajné služby a Mosad je izraelská rozvědka.